# Bates Motel
Bates Motel er en amerikansk dramaserie om Norman Bates og udspiller sig kronologisk før hændelserne i Alfred Hitchcocks film Psycho. Serien fokuserer på forholdet mellem Norman og hans mor, Norma. Den første episode blev vist den 18. marts 2013 på kanalen A&E og den sidste episode i sæson 1 blev vist den 20. maj 2013.

## Handling
Handlingen foregår i den fiktive by White Pine Bay i Oregon i 2000'erne. Efter ægtemandens mystiske død, køber Norma Bates (Vera Farmiga) et gammelt motel hvor hun vil starte et nyt liv sammen med sønnen Norman (Freddie Highmore).

## Roller (udvalgt)
- Vera Farmiga – Norma Bates
- Freddie Highmore – Norman Bates
- Max Thieriot – Dylan Massett
- Olivia Cooke – Emma Decody
- Nicola Peltz – Bradley Martin
- Nestor Carbonell – Sheriff Alex Romero
- Mike Vogel – Visesheriff Zack Shelby (sæson 1)
- Keegan Connor Tracy – Miss Watson (sæson 1)
- Ian Hart – Will Decody
- Jere Burns – Jake Abernathy (sæson 1)
- W. Earl Brown – Keith Summers (sæson 1)
- Jillian Fargey – Maggie Summers
- Ian Tracey – Remo
- Terry Chen – Ethan
- Hiro Kanagawa – Dr. Kurata
- Richard Harmon – Richard Sylmore
- Brittney Wilson – Lissa
- Keenan Tracey – Gunner
- Diana Bang – Jiao
- Michael Vartan – George (sæson 2)
- Kenny Johnson – Caleb (søson 2)
- Rebecca Creskoff – Christine (sæson 2)

## Produktion
Bates Motel er skabt af Carlton Cuse, Kerry Ehrin oog Anthony Cipriano og bliver optaget io Aldergrove i British Columbia.

## Modtagelse
Rotten Tomatoes rapporterede at 81 procent af 37 anmeldelser af første sæson var positive.